# Ptahšepses
Ptahšepses byl významný hodnostář a vezír ve starověkém Egyptě v době panovníka Niuserrea v období 5. dynastie (zemřel kolem roku 2400 př. n. l.).
Původně byl královským holičem a manikérem; jaké okolnosti vedly k jeho společenskému vzestupu, není známo. Na nápisech ze své hrobky je označován řadou titulů, např. „vezír“, „nejvyšší soudce“, „představený všech královských prací“, „kněz předčitatel“. Některé z nich („jediný přítel“, „miláček svého pána“) poukazují na Ptahšepsesův blízký vztah ke králi, jehož byl vrstevníkem. Na vrcholu své kariéry se oženil s Niuserreovou dcerou princeznou Chamerernebtej. S ní měl 7 synů a 2 dcery.

## Hrobka
Ptahšepsesova mastaba v Abúsíru je jednou z největších a nejsložitější známou nekrálovskou hrobkou pocházející z období Staré říše. V letech 1960 až 1974 v ní probíhal výzkum Československého egyptologického ústavu. V jeho průběhu byly objeveny stavební graffiti, díky nimž byly zjištěny důležité informace o stavbě mastaby. Byla zde poprvé použita stopa jako míra délky.
Jeho hrobka je velmi zajímavá. Například jeho nejstarší syn Chafini byl na jedné scéně schválně smazán. Na jiné scéně je vyobrazen Ptahšepses a před ním stojí jeho synové Ptahšepses (junior I.) a Hamachtejem, jsouce zobrazeni jako děti. Na další scéně je toto samé, ale Ptahšepses junior I. je na ní zobrazen už jako dospělý, což dokazuje, že v průběhu stavby dospěl.

### Dva nejstarší synové
Dva z jeho synů jsou titulováni jako nejstarší: Chafini a Ptahšepses junior I. Chafiniho obraz byl smazán. Existují dvě možná vysvětlení. 
Možná měl Ptahšepses na začátku své kariéry jinou ženu než princeznu Chamerernebtej a s tou měl nejstaršího syna Chafiniho. Možná byla tato původní žena zmíněna v první fázi hrobky, která byla zničena zloději kamene. Později Ptahšepses povýšil a král mu dal za ženu svoji dceru Chamerernebtej, se kterou měl Ptahšepses nejstaršího syna Ptahšepsese juniora I. Původní syn Chafini pak musel ustoupit Ptahšepsesovu nejstaršímu synu s královskou krví. Této teorii odporují důkazy, že Chamerernebtej přispívala na stavbu hrobky od samého počátku. Dvě z vezírových dětí byly pohřbeny v tzv. mastabě princezen, která byla původně určena pro Chamerernebtej, což nasvědčuje, že byla jejich matkou.
Druhá teorie je, že oba nejstarší synové byli dvojčaty. U vzestupné cesty Sahureova pyramidového komplexu byly nalezeny fragmenty zobrazující mj. Sahureovy syny, kde jsou dva (Ranefer a Netšerirenre) titulováni jako nejstarší. Sahure je měl se svou ženou Meretnebtej. Je možné, že i oni byli dvojčaty. Jeden z nich, Ranefer, nastoupil po Sahureovi na trůn pod jménem Neferirkare. Pokud Sahure a Meretnebtej měli skutečně dvojčata, nejednalo by se o první případ v 5. dynastii. Některé nepřímé doklady totiž naznačují, že o generaci dříve mohli být dvojčaty Šepseskaf a Veserkaf. Tyto neobvyklé události možná byly námětem jedné z povídek Papyru Westcar, kde se první tři králové 5. dynastie (Veserkaf, Sahure a Neferirkare) narodili jako trojčata. Ptahšepsesova manželka, princezna Chamerernebtej, byla dcerou krále Niuserrea a jeho sestry Reputnub. Sám Niuserre byl možná dvojče s Raneferefem. Je možné, že i princezna Chamerernebtej zdědila geneticky podmíněnou dispozici mít dvojčata. Pokud byli Ptahšepses junior I. a Chafini dvojčaty, možná se přeli o majetek. Ptahšepses junior I. pak zvítězil a jako důkaz nechal stesat jméno svého bratra z Ptahšepsesovy hrobky. Existuje další spekulativní teorie vysvětlující stesání Chafiniho jména. Za vlády Niuserrea nastala komplikovaná situace. Niuserreův nejstarší princ Verkaure zemřel dříve než jeho otec. Nejstarší syn Niuserreova bratra Raneferefa, Kakaibef, také zemřel. Možná této situace využil Chafini a jako příbuzný královské rodiny se po Niuserreově smrti zmocnil trůnu.
Celou věc ještě komplikuje hrobka královny Chentkaus III. V své hrobce je titulována jako jednak manželka krále (byla manželkou Raneferefa) a jednak jako matka krále. Původ Niuserreova nástupce Menkauhora není známý a totéž platí o dalším králi Džedkareovi. Je možné, že jeden z nich byl potomkem Raneferefa a druhý potomkem Niuserrea.